# سمنوفسکویه شیدروف
سمنوفسکویه شیدروف فرودگاهی عمومی واقع در شهر برزنیک در کشور روسیه است.